# Питър и Розмари Грант
Питър и Розмари Грант (на английски: Peter and Rosemary Grant) са съпружеска двойка британски еволюционни биолози, работещи в Принстънския университет.

## Научна дейност
Те имат принос в дългогодишните си проучвания на галапагоските чинки на остров Дафне майор. От 1973 г. насам семейство Грант прекарват ежегодно по шест месеца на Галапагоските острови в улавяне, маркиране и вземане на кръвни проби от дарвиновите чинки.
Семейство Грант са герои в книгата „The Beak of the Finch: A Story of Evolution in Our Time“ на Джонатан Уайнър, който през 1995 г. печели наградата Пулицър за белетристика.
Розмари Грант става член на Британското кралско научно дружество през 2007 година. През 2008 г. съпрузите Питър и Розмари Грант са сред тринадесетте, удостоени с медала Дарвин-Уолъс (Darwin-Wallace Medal), който се връчва на всеки 50 години от Лондонското Линеево общество (Linnean Society of London).